# Mathieu de La Porte
Mathieu de La Porte, né à Nimègue vers 1660 et mort en 1731 à Paris, est un mathématicien, un économiste, et un teneur de livres de comptes français.
On lui doit deux livres de comptabilité réédités plusieurs dizaines de fois jusqu'en 1800, y compris à titre posthume. C'est un héritier de Luca Pacioli et il fait partie avec Jean Trenchant, François Barrême, François Le Gendre et Savary, des premiers auteurs de manuels de comptabilité.

## Biographie
De la Porte est le fils d'un marchand ayant immigré aux Pays-Bas. Il revient en France à 18 ans. Il est teneur de livre, puis  "maître écrivain" enseignant le calcul et l'arithmétique.
Nommé "teneur des Livres de sa Majesté", il abjure le protestantisme en 1683 pour être admis dans la communauté des Maîtres-experts en 1685. 
Son travail le Guide des négociants est un des premiers livres sur la comptabilité à partie double. Il est réédité 23 fois entre  1685 et 1787.
Son maître ouvrage, La Science des Negocians et Teneurs de Livres, ou Instruction Generale pour tout ce qui se pratique dans les Comptoirs des Negocians, tant pour les affaires de Banque, que pour les Marchandises, & chez les Financiers pour les Comptes. Divisée en trois Traites est publié A Paris chez Cavalier et Osmont  en 1704. Il connait un succès plus grand encore. C'est le premier manuel véritablement moderne de comptabilité publié en France. Toutefois, la comptabilité à partie double  obligeant à une multiplicité d'écritures, on dénombre vingt-six registres chez Mathieu de La Porte. C'est un livre qui n'est pas exempt de critiques. La Porte oublie par exemple le «brouillard», pourtant essentiel à ce genre de comptabilité. 
La Porte est naturalisé français par Louis XV après la parution de ce second ouvrage ; Selon certains auteurs moderne, il est l'auteur comptable de langue française le plus important avant Edmond Degrange. 
Selon lui, « la science des négociants consiste en deux points. premièrement, à connoître toutes les qualitez et toutes les circonstances des choses dont ils font commerce. Deuxièmement à scavoir faire les écritures nécessaires pour conduire ce commerce dans un ordre exact, qui en donne une parfaite connoissance en tout tems. »
De La Porte ajoute :
« La connoissance renfermée dans le premier point, s’acquiert plus par l’usage qu’on en fait chez les Négocians, que par les préceptes que l’on en pourroit donner. La Science du second point ou des écritures qui se pratiquent dans les comptoirs des négocians, se peut réduire à des principes, ou règles certaines ; et c’est ce que je me propose de faire dans cet ouvrage. »

## Travaux
- Guide des negocians et teneurs de livres, ou Nouveau traité sur les livres de comptes à parties doubles, publié à Paris Dans la Grand'Salle du côté de la Cour des Aydes chez Charles Osmont en 1685 (lire en ligne)
- Réédition de 1692, 1699, 1716, 1743, 1760, 1786 (italien), 1794 (portugais).
- La Science des négociants et teneurs de livres, publié en 1704, réédité en 1712, 1714, 1715, 1732, 1741, 1748, 1753,1754, 1759, 1762, 1764, 1769,1770,1781,1783,1785,1787,1792,1797,1798,1799 et 1800.